# Platja del Mago
La platja del Mago, també anomenada Portals Vells II, està situada a vuit quilòmetres de Magaluf i és una petita cala verge amb una platja de sorra blanca i tranquil·la, pertany al municipi de Calvià, a Mallorca, la major de les Illes Balears. Està situada al costat de la platja i cala de Portals Vells, de la qual es creu es van extreure blocs de pedra per ajudar en la construcció de la catedral de Santa Maria. Té una longitud de 28 metres de llarg per 20 d'ample. Es troba oficialment declarada com a platja naturista per l'ajuntament del terme municipal i s'ha convertit en una de les principals rutes turístiques. Hi ha creuers recreatius a la zona i és una de les poques platges nudistes que hi ha a l'illa.

## Etimologia
Deu el seu nom al fet que a 1967 es va filmar la pel·lícula The Magus (El Mag), amb estrelles de cinema populars com Anthony Quinn, Michael Caine i Candice Bergen com a protagonistes. El 2010 es troben les restes d'un edifici usat en la filmació. En un principi, la pel·lícula havia de ser rodada a Grècia, però el cop d'estat que hi hagué, va fer que la productora mudés l'escenari i el nou lloc escollit fou Mallorca. Les crítiques cinematogràfiques es desfeien amb elogis cap al preciós lloc de l'Egeu, fins que un emigrant mallorquí va escriure a les publicacions per demostrar-los que en realitat es tractava d'una platja mallorquina i no d'un lloc grec.